# Videografia de Madonna
A videografia da artista musical estadunidense Madonna consiste em sessenta e sete vídeos musicais, dez vídeos de turnês, dois documentários, quatro compilações de vídeos, duas caixas especiais, quatro compilações promocionais de vídeos e quatro vídeos de singles. Em 1982, ela assinou um contrato com a gravadora Sire Records, um selo pertencente à Warner Bros. Records, e lançou seus dois primeiros singles antes de lançar seu álbum de estreia homônimo. Seu primeiro vídeo foi de seu primeiro single, "Everybody", o qual a Sire criou um orçamento baixo, com apenas USD 1.200 gastos no vídeo. Seu primeiro vídeo a ser transmitido na emissora musical estadunidense MTV foi "Borderline", que foi seguido por "Lucky Star". Em 1984, Madonna lançou "Like a Virgin", a primeira canção retirada de seu segundo álbum, que recebeu o mesmo nome. O vídeo retratou Madonna vagando pelas ruas de Veneza em uma gôndola e em um vestido branco de noiva. Dois meses depois, ela lança o vídeo musical do segundo single retirado do disco, "Material Girl", no qual Madonna se baseou após ver a atuação "Diamonds Are a Girl's Best Friend", que a atriz Marilyn Monroe fez no filme Os Homens Preferem as Loiras, lançado no ano de 1953. O terceiro álbum de estúdio de Madonna, True Blue, foi lançado em 1986. O vídeo musical do primeiro single retirado do trabalho, "Live to Tell", marcou o início de uma nova imagem para Madonna. Com o vídeo da faixa homônima, o impacto de Madonna na MTV e na música popular foi estabelecido quando um concurso intitulado Make My Video foi realizado para criar um vídeo musical para a canção. Nos vídeos musicais de "La Isla Bonita" e "Who's That Girl", ambos lançados em 1987, Madonna retratou seu fascínio com a cultura latino-americana e a inclusão de simbolismos religiosos. Em janeiro de 1989, foi anunciado que Madonna assinou um contrato de USD 5.000.000 com a produtora de refrigerantes Pepsi para usar sua canção "Like a Prayer" em um de seus comerciais. Madonna também queria usar o comercial para a estreia mundial da canção e de seu quarto álbum de estúdio de mesmo nome. No entanto, quando Madonna lançou o verdadeiro vídeo musical da canção, ela enfrentou forte reação de grupos religiosos e da mídia. O vídeo retratou Madonna dançando em frente a cruzes em chamas, recebendo estigmas, beijando um santo negro e tendo relações sexuais com ele no altar de uma igreja. Outros vídeos notáveis lançados naquele ano foram "Express Yourself" e "Cherish", que foram apreciados por seus temas feministas positivos.
Em 1990, Madonna lançou a canção "Vogue", contida em sua segunda trilha sonora, I'm Breathless. Seu vídeo retratou a dança de mesmo nome e a cultura gay, bem como a aparência glamorosa de estrelas de Hollywood. No mesmo ano, ela lançou "Justify My Love", contida em sua primeira compilação, The Immaculate Collection, cujo vídeo contou com ela em um sonho erótico contendo sadomasoquismo, voyeurismo e bissexualidade. A MTV considerou o vídeo explícito demais e o proibiu de ser exibido na emissora, sendo o primeiro de três vídeos da cantora a serem censurados na estação. Em 1992, Madonna lança seu quinto álbum de estúdio e seu primeiro com sua gravadora Maverick Records, Erotica. O vídeo musical da faixa homônima retratou Madonna como uma dominatrix mascarada. Assim como em "Justify My Love", este também foi censurado na MTV por seu conteúdo explícito; Contudo, foi exibido apenas três vezes no canal, todas depois da meia-noite. O vídeo musical de "Deeper and Deeper" retratou Madonna como Edie Sedgwick, deusa de Andy Warhol. Em 1994, ela lançou "Secret", o primeiro de quatro singles a serem retirado de seu sexto álbum de estúdio, Bedtimes Stories. O vídeo mostra cenas de renascimento, travestis e condenação, que são intercaladas com Madonna andando na rua onde é situada sua fictícia casa. "Bedtime Story", o segundo single do projeto, mostrou uma sequência de sonhos, inspirado por pinturas de Frida Kahlo e Remedios Varo, além de incorporar imagens surrealistas. Em 1998, Madonna lançou seu sétimo álbum de estúdio, Ray of Light. O vídeo musical da canção "Frozen", a primeira canção retirada do disco Ray of Light, marcou o início de uma nova imagem para a intérprete, com a incorporação de influências indianas. O vídeo musical da faixa homônima foi feito em alta velocidade, retratando pessoas em suas vidas cotidianas, com imagens de Madonna dançando com a batida da canção. Este vídeo ganhou cinco prêmios na noite da décima quinta premiação dos MTV Video Music Awards, que foram Best Female Video, Best Direction, Best Edition, Best Choreography e o principal prêmio da noite, Video of the Year. Seu fascínio e incorporação pela cultura asiática continuou no vídeo musical da canção "Nothing Really Matters" (1999), onde ela representou uma gueixa.
Em 2000, Madonna lança seu oitavo álbum de estúdio, Music. A faixa homônima apresentou ela no papel de um cafetão que muda sua imagem para a de uma cowgirl glamorosa. O vídeo para o último single do álbum, "What It Feels Like for a Girl", retratou Madonna vandalizando e cometendo crimes ao redor da cidade em uma carro amarelo acompanhada por uma idosa. Este fascínio pela violência continuou com os vídeos musicais de "Die Another Day" (2002) e "American Life" (2003), o primeiro single de seu nono álbum de estúdio de mesmo nome. O vídeo do último foi baseado na guerra do Iraque que aconteceu no mesmo ano do lançamento do disco, e retratou um desfile militar antiguerra. Seu décimo álbum de estúdio, Confessions on a Dance Floor, foi lançado em 2005. O vídeo para o primeiro single, "Hung Up", foi feito em homenagem a John Travolta e seus filmes. Seu décimo primeiro álbum de estúdio, Hard Candy, foi lançado em 2008. A primeira canção retirada do projeto foi "4 Minutes" e conta com a participação do cantor Justin Timberlake. Seu vídeo musical os retratou como super-heróis, eliminando obstáculos físicos. O vídeo musical da canção "Celebartion" foi criticado como um retorno às suas "raízes" da música dance. Em 2012, a intérprete lança seu décimo segundo disco, sendo seu primeiro em contrato com a Interscope Records, MDNA. O vídeo da canção "Give Me All Your Luvin'" apresenta a participação das rappers Nicki Minaj e M.I.A., e retratou Madonna como dama de jogadores de futebol americano e Minaj e M.I.A torcendo por Madonna, uma metáfora para a futura apresentação de Madonna no show do intervalo do jogo de futebol americano Super Bowl XLVI. A segunda canção retirada do trabalho foi "Girl Gone Wild", cujo vídeo musical retratou Madonna como uma pecadora que quer o perdão de Deus. No vídeo musical de "Turn Up the Radio", ela é vista como uma cantora famosa perseguida por fãs e paparazzi na cidade de Florença, Itália.
Madonna trabalhou com uma diversidade de diretores de sucesso e as produções de seus vídeos musicais são consideradas por alguns como obras de arte. Seus vídeos têm representado assuntos polêmicos como a gravidez na adolescência, racismo, religião, sexo, violência, assassinato e pecado. Em seu livro, The Madonna Companion: Two Decades of Commentary, os autores Allen Metz e Carol Benson declararam que mais do que qualquer outra recente estrela pop, Madonna usou a MTV e seus vídeos musicais para estabelecer sua popularidade e para melhorar seu trabalho gravado.
| “ | É difícil imaginar e discutir muitas de suas canções, sem discutir qualquer um dos vídeos relacionados. Maior parte da controvérsia em torno de suas canções mais discutidos, nomeadamente "Like a Prayer", tem a ver com imagens de vídeos criados para promover a canção, em vez do que a música em si. Na verdade, muitas de suas canções são mais significativas por causa do impacto dos vídeos que acompanham. | ” |

Madonna recebeu um total de 21 prêmios MTV Video Music Awards —sendo a artista que mais ganhou na premiação—, incluindo o especial Video Vanguard Award, recebido por Madonna no ano de 1986 pela sua videografia. Em 2003, a MTV a nomeou como a The Greatest Music Video Star Ever e disse que "a inovação, criatividade e contribuição para a forma de arte nos vídeos musicais de Madonna é o que lhe rendeu o prêmio".

## Vídeos musicais

### Anos 80
| Ano  | Vídeo               | Diretor               | Sinopse | Ref.                 |
| ---- | ------------------- | --------------------- | --- | -------------------- |
| 1982 | "Everybody"         | Ed Steinberg          | Feito em uma boate, apresenta Madonna cantando com um grupo de bailarinos em um fundo iluminado de luzes neon. | [ 37 ] [ 2 ]         |
| 1983 | "Burning Up"        | Steve Baron           | O vídeo retrata Madonna, em um vestido branco, contorcendo-se em uma estrada, cantando a canção sobre seu amante. Este, dirige um carro, provavelmente para atropelá-la. | [ 37 ] [ 38 ]        |
| 1983 | "Holiday"           | Ed Steniberg          | Apresenta a cantora dançando e cantando num fundo laranja com dois bailarinos, enquanto um homem que está atrás deles, em um quarto escuro, de pijamas, os vê dançando. | [ 37 ]               |
| 1984 | "Borderline"        | Mary Lambert          | O vídeo retrata Madonna como uma menina latino-americana nas ruas. Ela deixa seu namorado para ficar com um fotógrafo, mas em última análise, o rejeita e volta para seu antigo namorado. | [ 37 ] [ 39 ]        |
| 1984 | "Lucky Star"        | Arthur Pierson        | O vídeo retrata Madonna dançando na frente de um fundo branco, ladeada por dois bailarinos. Um dos dançarinos é seu irmão, Christopher Ciccone. Ele diz isso em seu livro, "Life With My Sister Madonna". | [ 37 ] [ 40 ]        |
| 1984 | "Like a Virgin"     | Mary Lambert          | No vídeo, Madonna viaja pelas ruas de Veneza e aparece em uma sala de mármore com um vestido de casamento branco. O clipe é intercalado com imagens de um leão e de um homem vestindo uma máscara de leão. Este vídeo enfrentou reação negativa de organizações familiares e assistentes sociais, que se queixaram que o vídeo promovia sexo fora do casamento e os valores da família prejudicada, oferecendo uma desagradável imagem de Madonna como uma prostituta. | [ 37 ] [ 41 ]        |
| 1985 | "Material Girl"     | Mary Lambert          | Retratado como um "vídeo-dentro-um-vídeo", Madonna apresenta a canção vestida com um vestido rosa sem mangas, ladeada por homens vestidos de smokings pretos. O vídeo foi baseado na atuação "Diamonds Are a Girl's Best Friend", feita pela atriz Marilyn Monroe no filme Os Homens Preferem as Loiras, lançado no ano de 1953. O vídeo e canção fizeram com que Madonna recebesse o apelido de "Material Girl" pela mídia. | [ 37 ] [ 42 ]        |
| 1985 | "Crazy for You"     | Harold Becker         | Feito com cenas do filme Vision Quest, intercaladas com Madonna apresentando a canção em uma boate. | [ 37 ] [ 43 ]        |
| 1985 | "Into the Groove"   | Susan Seidelman       | Feito com cenas do filme Desperately Seeking Susan. | [ 37 ]               |
| 1985 | "Gambler"           | Harold Becker         | Feito com cenas do filme Vision Quest, intercaladas com Madonna apresentando a canção em uma boate. | [ 37 ] [ 43 ]        |
| 1985 | "Dress You Up"      | Danny Kleinman        | Feito com a apresentação da canção na turnê The Virgin Tour, do ano de 1985. | [ 37 ] [ 43 ]        |
| 1986 | "Live to Tell"      | James Foley           | O vídeo retrata Madonna em um estúdio negro e sombrio, com um novo visual, pálido e sutil e com o cabelo na altura dos ombros, que é ondulado e loiro dourado. Ela se livrou de suas joias pesadas e adotou uma maquiagem leve. Imagens do filme At Close Range são intercaladas, com Madonna aparecendo para falar com o personagem. | [ 44 ] [ 45 ]        |
| 1986 | "Papa Don't Preach" | James Foley           | Neste vídeo, Madonna adota o olhar gamine, similar aos de Shirley MacLaine e Audrey Hepburn na década de 1950. Ela retrata uma jovem que quer contar a seu pai sobre sua gravidez. São intercaladas acenas de Madonna mais sexy com um corpo tonificado, vestindo um bustiê preto, de batons vermelhos e com cabelos curtos e platinados. | [ 46 ] [ 47 ]        |
| 1986 | "True Blue"         | James Foley           | A versão americana do concurso Make My Video, feito pela emissora estadunidense MTV, foi dirigido por Ángel Gracia e Cliff Guest, onde Madonna não aparece. O lançamento internacional dirigido por Foley, se passa no fim dos anos 50 e retrata Madonna e suas amigas em um restaurante todo azul. | [ 48 ]               |
| 1986 | "Open Your Heart"   | Jean Baptiste-Mondino | O vídeo é uma homenagem às atrizes Liza Minnelli e Marlene Dietrich. Madonna interpreta uma dançarina exótica em um pequeno show de uma boate que faz amizade com um menino e foge do lugar. O vídeo foi recebido negativamente, pois retrata a entrada de uma criança em uma boate de strip. | [ 37 ] [ 49 ] [ 50 ] |
| 1987 | "La Isla Bonita"    | Mary Lambert          | Madonna interpreta duas personagens que vivem em um bairro espanhol: uma mulher católica e uma dançarina de música flamenca. O vídeo mostra o fascínio de Madonna pela cultura latino-americana e a inclusão do simbolismo religioso. | [ 37 ] [ 51 ]        |
| 1987 | "Who's That Girl"   | Peter Rosenthal       | Madonna vestida em estilo espanhol, como uma jovem em busca de um tesouro. Inclui cenas do \|filme de mesmo nome. | [ 52 ] [ 53 ]        |
| 1989 | "Like a Prayer"     | Mary Lambert          | O vídeo retrata Madonna morena, sendo testemunha de um assassinato inter-racial e vai até uma igreja para rezar. Várias cenas como Madonna beijando um santo negro, recebendo estigmas e dançando na frente de cruzes em chamas são mostradas. No final, ela ajuda a libertar o homem que é falsamente acusado de assassinato. Os grupos religiosos protestaram contra o vídeo, afirmando que o uso de imagens cristãs se classificavam como blasfêmia. O Papa João Paulo II proibiu Madonna de aparecer na Itália e pediu um boicote nacional de um comercial da Pepsi que usava a canção. Esta, cancelou seu contrato com Madonna, embora ela tenha sido obrigada a pagar USD 5.000.000, taxa inicial de seu contrato com a marca. | [ 37 ] [ 9 ]         |
| 1989 | "Express Yourself"  | David Fincher         | Inspirado no filme Metrópolis, o vídeo retrata Madonna como a líder de uma empresa, e mais tarde como uma senhora glamorosa e masoquista, acorrentada. Homens musculosos agem como seus trabalhadores. No final, Madonna escolhe um deles para ser seu parceiro. O vídeo da canção foi o vídeo mais caro na época de seu lançamento, com o custo de produção de cerca de USD 5.000.000., se tornando um dos vídeos mais caros já feitos. O áudio usado na versão aleatória do vídeo, que ficou mais popularmente conhecida, é a versão remixada por Shep Pettibone, em vez da versão original contida no álbum Like a Prayer, usada na primeira versão, perdida pelo tempo.                                                          | [ 55 ]               |
| 1989 | "Cherish"           | Herb Ritts            | Madonna brinca na praia com tritões, sendo um deles, um garotinho. No final, ela se apaixona por um dos tritões. | [ 37 ] [ 56 ]        |
| 1989 | "Dear Jessie"       | Derek Hayes           | Um vídeo animado apresenta Madonna como uma fada parecida com a fada da Disney, Tinker Bell. O vídeo foi lançado apenas fora dos Estados Unidos, onde fez sucesso principalmente no Reino Unido, liderando as vendas de vídeos no Natal. | [ 37 ] [ 57 ]        |
| 1989 | "Oh Father"         | Fincher               | Um vídeo em preto e branco retrata a cena da morte de uma jovem mãe e a relação tempestuosa que segue entre o marido e sua filha. Anos mais tarde, Madonna interpreta a filha crescida e se reconcilia com o pai no túmulo da mulher. | [ 37 ] [ 58 ]        |

### Anos 90
| Ano   | Vídeo                               | Diretor               | Sinopse | Ref.                 |
| ----- | ----------------------------------- | --------------------- | --- | -------------------- |
| 1990  | "Vogue"                             | David Fincher         | Vídeo em preto-e-branco que recria o visual glamoroso da antiga Hollywood com os homens vestidos em ternos e Madonna vestida com roupas glamorosas. Ele também exibe a dança de mesmo nome. O vídeo foi elogiado por trazer papéis sexuais de gênero ambíguos em seu retrato de pessoas, e por trazer uma cultura suburbana no centro das atenções mainstream. | [ 37 ] [ 61 ]        |
| 1990  | "Justify My Love"                   | Jean Baptiste-Mondino | Vídeo em preto-e-branco que retrata Madonna chegando a um quarto de hotel para satisfazer sua fantasia sexual. São apresentadas cenas infames de sadomasoquismo, voyeurismo e bissexualidade. Os membros da crítica musical ficaram divididos sobre o conteúdo apresentado na obra, com alguns deles destacando a ousadia de Madonna no vídeo, enquanto outros tiveram uma recepção negativa do vídeo. Madonna disse que o vídeo é "uma celebração do sexo". Ela lançou o vídeo como um VHS-Single, que se tornou o vídeo musical mais bem sucedido em formato físico de todos os tempos, ganhando uma certificação de Disco de Platina Quádruplo, feita pela Recording Industry Association of America (RIAA). | [ 62 ]               |
| 1992  | "This Used to Be My Playground"     | Alek Keshishian       | O vídeo é um passo a passo de memórias. Enquanto Madonna canta melancolicamente sobre os velhos tempos, o espectador vê um álbum de fotos que apresentam imagens em movimento de Madonna cantando, bem como imagens do filme A League of Their Own. | [ 63 ]               |
| 1992  | "Erotica"                           | Fabien Baron          | Madonna é retratada como uma dominatrix mascarada, com um dente de ouro e chicote. Montagens de imagens sexuais são mostradas, sendo a maioria delas feitas durante a sessão de fotos para o infame livro de Madonna, SEX. É uma montagem de imagens sexualmente carregadas, concebidas para chocar o público. A MTV baniu o vídeo por suas imagens sexualmente explícitas; Contudo, exibiu o vídeo apenas três vezes, todas depois da meia-noite. | [ 11 ]               |
| 1992  | "Deeper and Deeper"                 | Bobby Woods           | O vídeo é ambientado nos anos 70, e nele Madonna representa Edie Sedgwick, deusa de Andy Warhol. Ela vai à uma discoteca e procura por algo que termina com um homem liberando os balões que ela está carregando. É intercalado com cenas de Madonna sendo fotografada e dela junto com seus amigos assistindo a um homem dançando apenas com uma cueca. | [ 12 ]               |
| 1993] | "Bad Girl"                          | David Fincher         | O vídeo inicia e termina com cenas de uma Madonna assassinada, que, tendo vivido uma vida de promiscuidade sexual, se junta ao seu amante morto e ao seu anjo da guarda, interpretado pelo ator Christopher Walken. | [ 64 ]               |
| 1993] | "Fever"                             | Stephane Sednaoui     | O vídeo retrata Madonna como uma balinês de cabelo vermelho e uma cena dela pintada de prata. São intercaladas cenas de um homem vestido de tanga, com seu corpo pintado de ouro. O áudio utilizado no vídeo original é a versão "Edit One Remix", em vez da versão original da canção, contida no álbum Erotica. | [ 65 ]               |
| 1993] | "Rain"                              | Mark Romanek          | Madonna é apresentada com cabelos pretos e curtos gravando o vídeo musical para a canção em um estúdio. É intercalado com cenas de Madonna beijando um homem atrás de um vidro em que cai água. Os membros da crítica musical apreciaram o vídeo, cujo brilhantismo técnico foi premiado na décima edição dos MTV Video Music Awards, ocorrida em 1993. | [ 67 ]               |
| 1994  | "I'll Remember"                     | Alex Keshishian       | O vídeo retrata Madonna gravando a canção em um estúdio, enquanto está a ser supervisionada por ela mesma em um visual andrógino. Estas cenas são intercaladas com outras, do filme With Honors. | [ 68 ]               |
| 1994  | "Secret"                            | Melodie McDaniel      | Vídeo em preto-e-branco que caracteriza Madonna como uma cantora de blues se apresentando em um bar. Cenas de renascimento, travestis e condenação são intercaladas com Madonna andando por uma rua onde é situada sua fictícia casa. | [ 13 ]               |
| 1994  | "Take a Bow"                        | Michael Haussman      | Madonna interpreta a amante de um toureiro espanhol, mas o caso termina após sofrer abuso por parte dele. Imagens religiosas constituem a espinha dorsal do vídeo. | [ 69 ]               |
| 1995  | "Bedtime Story"                     | Mark Romanek          | Sequência de um sonho surreal decorrente de algum tipo de experimento controlado em uma Madonna prostrada, deitada em um quarto azul parecido com uma nave. Assim como em "Express Yourself", o custo de produção deste vídeo foi de USD 5.000.000, tornando-se um dos vídeos mais caros já feitos na história. O vídeo foi homenageado como uma coleção permanente no Museu de Arte Moderna de Nova York no ano de 1996. | [ 70 ] [ 71 ] [ 72 ] |
| 1995  | "Human Nature"                      | Jean Baptiste-Mondino | Madonna e seus dançarinos estão em um cenário branco, vestindo macacões pretos de latex e catsuits de PVC, realizando uma série de movimentos de dança sadomasoquistas. | [ 70 ]               |
| 1995  | "I Want You" (com Massive Attack)   | Earle Sebastian       | Madonna está em um apartamento e em uma cama esperando por alguém, mas não se atrevendo a telefonar para ele. É um vídeo muito lento. É o único vídeo de Madonna feito para uma canção não-single. |                      |
| 1995  | "You'll See"                        | Michael Haussman<     | Sequência do vídeo da música "Take a Bow". Madonna deixa o toureiro, mas ele ainda a persegue pelo mundo. No fim, ela se vê livre dele. | [ 70 ]               |
| 1996  | "Love Don't Live Here Anymore"      | Jean Baptiste-Mondino | Vídeo filmado em cor sépia que mostra Madonna no meio de uma suíte vazia de um hotel abandonado. | [ 73 ]               |
| 1996  | "You Must Love Me"                  | Alan Parker           | Madonna estava grávida de sua filha Lourdes Maria nas filmagens do vídeo. Seu estômago estava escondido atrás de um piano. | [ 43 ]               |
| 1996  | "Don't Cry for Me, Argentina"       | Alan Parker           | O vídeo musical de "Don't Cry for Me, Argentina" e o vídeo promocional de "Another Suitcase in Another Hall" são feitos de trechos retirados do filme Evita. | [ 43 ]               |
| 1998  | "Frozen"                            | Chris Cunningham      | O vídeo foi filmado no meio de um deserto na Califórnia, e nele, Madonna está vestida de preto dos pés à cabeça. De cabelos compridos, escuros e reto, e coberta de mehndi em suas mãos, ela representa uma criatura mística e uma feiticeira que se transforma em cachorro e pássaro, e que levita do chão. | [ 74 ]               |
| 1998  | "Ray of Light"                      | Jonas Åkerlund        | Um vídeo feito alta velocidade que mostra pessoas comuns em suas vidas cotidianas. Madonna, vestida de jeans casual e longos cabelos dourados, dança com a batida da canção e, em última análise, adormece em uma pista de dança. Este vídeo ganhou cinco prêmios na décima quinta edição dos MTV Video Music Awards, que ocorreu em 1998, nomeadamente, Best Female Video, Best Direction, Best Edition, Best Choreography e o principal prêmio da noite, Video of the Year. | [ 69 ] [ 16 ]        |
| 1998  | "Drowned World/Substitute for Love" | Walter Stern          | Retrata Madonna fugindo dos paparazzi em um carro, onde ela canta a canção. Após chegar em casa, ela abraça sua filha. | [ 64 ]               |
| 1998  | "The Power of Good-Bye"             | Matthew Rolston       | Madonna joga um jogo de xadrez com seu amante e ganha. Ele a repreende, e ela vai até a praia e começa a caminhar ao longo da costa, onde possivelmente, tenta cometer suicídio. Porém, no final, ela se arrepende. | [ 75 ]               |
| 1999  | "Nothing Really Matters"            | Johan Renck           | Vídeo com temática japonesa, Madonna retrata uma gueixa vestindo um quimono vermelho e um vestido sueco branco, de origem asiática, realizando movimentos de dança butoh. | [ 17 ]               |
| 1999  | "Beautiful Stranger"                | Brett Ratner          | Contém um trecho do filme Austin Powers - O espião irresistível (1999). No vídeo, Madonna é representada como uma espiã dançando em uma boate, e o ator Mike Myers retrata Austin Powers, na tentativa de seduzi-la e prendê-la, mas seu plano dá errado e ela foge. | [ 76 ]               |

### Anos 2000
| Ano  | Vídeo                                                        | Diretor(es)               | Sinopse | Ref.   |
| ---- | ------------------------------------------------------------ | ------------------------- | --- | ------ |
| 2000 | "American Pie"                                               | Philip Stolzl             | Madonna apresenta a canção na frente de uma gigante bandeira dos Estados Unidos. São intercaladas cenas que são características da vida americana. O ator Rupert Everett faz uma aparição no vídeo. | [ 77 ] |
| 2000 | "Music"                                                      | Jonas Åkerlund            | Madonna e suas amigas embarcam numa limusine que as leva a uma boate de strip e a uma discoteca. As strippers são levadas na limusine, onde acontece uma grande festa. Uma pequena seção de animação é apresentada, onde Madonna briga com alguns capangas. | [ 78 ] |
| 2000 | "Don't Tell Me"                                              | Jean Baptiste-Mondino     | O vídeo mostra Madonna caminhando em uma esteira na frente de uma tela de vídeo, onde cowboys são mostrados dançando. Madonna se junta a eles em frente da imagem, próximo ao fim do vídeo. | [ 79 ] |
| 2001 | "What It Feels Like for a Girl"                              | Guy Ritchie               | Madonna pega uma velha de um lar para idosos e acelera pelas ruas com ela em um carro amarelo. Durante a condução, ela comete uma série de crimes, incluindo roubo, destruição de propriedade e assassinato. O vídeo foi banido nos Estados Unidos por ser muito violento, tendo sido transmitido nos canais MTV e VH1 apenas depois das nove horas da noite. O áudio utilizado no vídeo é a versão "Above & Beyond Remix" em vez da versão original da canção, contida no álbum Music. | [ 80 ] |
| 2002 | "Die Another Day"                                            | Traktor                   | Caracteriza uma Madonna sendo levada para ser executada em uma câmara da morte. Estas cenas são intercaladas com uma luta de esgrima entre duas faces de Madonna, com uma Madonna vestida de branco —representando o bem— e outra vestida de preto —representando o mal. No final, a Madonna vestida de branco ganha a luta, fazendo uma metáfora de que o bem sempre vence o mal e de que Madonna escapa da execução. O vídeo é o segundo vídeo mais caro de todos os tempos, com o custo de produção do vídeo totalizando cerca de USD 6.000.000. | [ 81 ] |
| 2003 | "American Life"                                              | Jonas Åkerlund            | A versão original do vídeo mostra Madonna entre modelos em um desfile de moda que usa roupas militares. Próximo ao final, são transmitidas cenas em que o telão atrás da passarela apresenta explosões, aviões lançando bombas e pessoas atingidas pela guerra. O vídeo termina com Madonna jogando o que parece ser uma granada no colo de um sósia de George W. Bush. Madonna alegou que o vídeo era inespecífico e antiguerra. No entanto, antes de sua estreia, que havia sido programada para março de 2003, Madonna cancelou o lançamento do vídeo e divulgou um comunicado dizendo: "Eu não acredito que [o vídeo] é apropriado ir ao ar neste momento. Devido ao estado de sensibilidade volátil do mundo e de respeito para as forças armadas, que eu apoio e rezo, eu não quero correr o risco de ofender alguém que pudesse interpretar mal o significado deste vídeo". Devido a essa causa, Madonna lançou a versão editada do vídeo, onde apresenta ela representando a canção na frente de bandeiras do mundo. | [ 82 ] |
| 2003 | "Hollywood"                                                  | Jean Baptiste-Mondino     | Madonna retrata algumas das atrizes de Hollywood e a agitação de uma vida glamorosa. | [ 83 ] |
| 2003 | "Me Against the Music" (Britney Spears com part. de Madonna) | Paul Hunter               | Britney Spears e Madonna são mostrados em uma boate, interpretando personagens opostos com Spears no escuro e Madonna no branco. É iniciada uma perseguição de gato-e-rato; Spears alcança Madonna no final e tenta beijá-la, mas ela desparece misteriosamente, fazendo uma metáfora à infame apresentação de Spears, Madonna e Christina Aguilera durante a vigésima premiação dos MTV Video Music Awards, ocorrida em 2003. | [ 84 ] |
| 2003 | "Love Profusion"                                             | Luc Besson                | Madonna anda no céu e na água ao redor de fadas, peixes, flores e nuvens. | [ 85 ] |
| 2005 | "Hung Up"                                                    | Johan Renck               | O vídeo retrata Madonna vestida com um collant rosa dançando sozinha em um estúdio de balé e em um salão de jogos, onde ela dança com sua trupe de dançarinos. Possui cenas intercaladas de pessoas exibindo suas habilidades de dança em uma diversidade de passos. | [ 21 ] |
| 2006 | "Sorry"                                                      | Jamie King                | Continuação do vídeo musical de "Hung Up". Madonna e sua trupe viajam ao redor da cidade em uma van branca e dançam em uma arena de patinação. | [ 86 ] |
| 2006 | "Get Together"                                               | Logan                     | O vídeo mostra Madonna apresentando a canção entre os visuais gráficos que retratam vulcões em erupção e uma paisagem urbana. | [ 87 ] |
| 2006 | "Jump"                                                       | Jonas Åkerlund            | O vídeo apresenta Madonna em uma peruca loira e cantando a canção na frente de vários telões de neon. O vídeo também apresenta dançarinos praticando parkour, assim como no vídeo musical de "Hung Up". | [ 88 ] |
| 2008 | "4 Minutes" (com part. de Timbaland e Justin Timberlake)     | Jonas & François          | Madonna e Timberlake cantam e fogem de uma tela preta gigante que devora tudo em seu caminho. No final do vídeo, Madonna e Timberlake são devorados pela tela. | [ 22 ] |
| 2008 | "Give It 2 Me"                                               | Tom Munro, Nathan Rissman | Apresenta Madonna dançando em um estúdio de fotografia em várias peças de vestuário e em uma sessão de fotos, feita pela revista Elle. Possui a participação de Pharrell Williams. | [ 89 ] |
| 2009 | "Miles Away"                                                 | Nathan Rissman            | Imagens ao vivo da etapa da turnê Sticky & Sweet Tour que passou pela cidade de Buenos Aires, Argentina, em sua maioria imagens dos espectadores e do estádio, antes e durante o show. Era inédito até 2009, quando foi incluído na compilação de vídeos Celebration: The Video Collection. | [ 90 ] |
| 2009 | "Celebration"                                                | Jonas Årkelund            | Um vídeo que apresenta passos simples de dança com Madonna e seus dançarinos fazendo o popping e o estilo de dança locking, em um fundo preto-e-branco. O DJ do vídeo é o modelo brasileiro Jesus Luz, com quem Madonna se apaixona no vídeo, fazendo uma metáfora para a época em que foram namorados, entre 2008 e 2009. O áudio utilizado no vídeo é a versão remixada por Benny Benassi, em vez da versão original da canção, contida na compilação Celebration. | [ 23 ] |

### Anos 2010
| Ano  | Vídeo                                                        | Diretor(es)                         | Sinopse | Ref.          |
| ---- | ------------------------------------------------------------ | ----------------------------------- | --- | ------------- |
| 2012 | "Give Me All Your Luvin'" (com part. de Nicki Minaj e M.I.A) | Megaforce                           | O vídeo mostra Nicki Minaj e M.I.A (que são participações especiais na canção) em trajes de líderes de torcida torcendo por Madonna, que está em uma roupa sexy preta na maior parte do vídeo. Em seguida, é apresentada uma cena em que Madonna, Minaj e M.I.A estão vestidas como Marilyn Monroe. | [ 91 ] [ 92 ] |
| 2012 | "Girl Gone Wild"                                             | Mert Allas & Marcus Piggott         | O vídeo foi feito em preto-e-branco e inicia com Madonna em um olhar retro-glam, seguida por cenas em um fundo branco, cenas eróticas com nudez e modelos masculinos sem camisa (Sean O'Pry, Simon Nessman, Jon Kortajarena) e uma sequência de dança com bailarinos de salto alto (grupo Kazaky). | [ 93 ]        |
| 2012 | "Turn Up the Radio"                                          | Munro                               | Depois de uma fuga bem sucedida dos paparazzi, Madonna viaja em um carro na cidade de Florença, Itália, pegando os melhores homens que acha na beira da estrada. |               |
| 2015 | "Living for Love"                                            | Julien Choquart e Camille Hirigoyen | Madonna é uma toureira em um ambiente abstrato, predominantemente vermelho; com o desenvolvimento da música, Madonna toureia com seus bailarinos vestidos de "minotauros" luxuosos. Ela realiza acrobacias e bailados. No final, ela os vence e o clipe encerra com uma chuva de pétalas de rosa e uma citação de Nietzsche: "O homem é o animal mais cruel. Nas tragédias, touradas e crucificações, ele se sente o melhor na Terra. E quando inventou o inferno pra si, esse foi o seu próprio paraíso". |               |
| 2015 | "Ghosttown"                                                  | Jonas Åkerlund                      | | [ 94 ] [ 95 ] |
| 2015 | "Bitch I'm Madonna" (com part. de Nicki Minaj)               | Jonas Åkerlund                      | Madonna está em uma festa, na cobertura de um prédio, bem colorida e com várias pessoas incluindo Rita Ora, Chris Rock e Diplo. Beyoncé, Katy Perry, Nicki Minaj, Miley Cyrus e Kanye West aparecem em vídeos gravados fora do local. |               |

## Álbuns de vídeo

### Vídeos de turnês
| Ano  | Vídeo                                | Detalhes da produção | Notas |
| ---- | ------------------------------------ | --- | --- |
| 1985 | Madonna Live: The Virgin Tour        | - Lançado em: 13 de novembro de 1985 - Estúdio: Boy Toy, Inc. - Gravadora: Sire, Warner Music Video - Formato(s): VHS, laserdisc                                                       | - Contém o show da turnê The Virgin Tour gravado em Detroit, Michigan, em 25 de maio de 1985, em apoio ao seu segundo álbum de estúdio, Like a Virgin. O vídeo foi certificado com um Disco de Platina Duplo, emitido pela Recording Industry Association of America (RIAA) pela venda de 200.000 unidades em território estadunidense. |
| 1987 | Who's That Girl - Live in Japan      | - Lançado em: 22 de julho de 1987 - Estúdio: Boy Toy, Inc. - Gravadora: Sire, Warner Pioneer Japan, Warner Reprise Video - Formato(s): VHS, laserdisc                                  | - Contém o especial televisionado de mesmo nome, gravado durante a turnê Who's That Girl Tour ao vivo de Tóquio, Japão, 1987. Foi um lançamento exclusivo do Japão e foi usado como uma promoção dupla para as Mitsubishi Electronics, pois Madonna estrelou comerciais de televisões no país. |
| 1988 | Ciao Italia! - Live From Italy       | - Lançado em 24 de maio de 1988 - Estúdio: Boy Toy, Inc. - Gravadora: Sire, Warner Reprise Video - Formato(s): VHS, laserdisc, DVD, VCD                                                | - Foi filmado em três datas diferentes durante a turnê Who's That Girl Tour: Turin, Itália, em 4 de setembro de 1987, que foi originalmente transmitido como um especial de TV intitulado Madonna in Concerto; Florença, também na Itália, em 6 de setembro de 1987; E 22 de junho de 1987, em Tóquio, Japão. Foi certificado com um Disco de Platina Duplo pela Recording Industry Association of America pelas vendas de 200.000 unidades possuídas do vídeo em território estadunidense. A sequência de abertura do vídeo credita o título como Madonna: Ciao, Italia! Live from Italy.                                                                                           |
| 1990 | Blond Ambition - Japan Tour 90       | - Lançado em: 25 de julho de 1990 - Estúdio: Music Guide, Inc. - Gravadora: Warner Pioneer Japan - Formato(s): VHS, laserdisc                                                          | - Contém o especial televisionado da turnê Blond Ambition World Tour, filmado ao vivo de Yokohama, Japão, em 27 de abril de 1990. Foi transmitido e lançado para comercialização apenas no Japão. |
| 1990 | Live! - Blond Ambition World Tour 90 | - Lançado em: 13 de dezembro de 1990 - Estúdio: Boy Toy, Inc. - Gravadora: Pioneer Artists - Formatos(s): VHS, laserdisc                                                               | - Contém o especial Live! Madonna: Blond Ambition World Tour 90, transmitido pela emissora HBO e filmado em Nice, França, em 5 de agosto de 1990. Foi disponibilizado apenas nos formatos de VHS e laserdisc, sendo lançado exclusivamente pela Pioneer Electronics, patrocinadores da turnê Blond Ambition World Tour. O registro foi indicado e venceu o Grammy Awards em 1992 na categoria Melhor Vídeo de Formato Longo, fazendo com que Madonna recebesse a sua primeira estatueta na premiação |
| 1994 | The Girlie Show - Live Down Under    | - Lançado em: 25 de abril de 1994 - Estúdio: Music Tours, Inc. - Gravadora: Maverick Records, Warner Reprise Video, Warner Music Vision - Formato(s): VHS, DVD, VCD laserdisc          | - Contém o especial Live Down Under: The Girlie Show transmitido pela HBO da arena Sydney Cricket Ground, em 1993, durante a turnê The Girlie Show World Tour. Foi certificado com um Disco de Platina pela British Phonographic Industry (BPI) pelas vendas de 50.000 unidades disponibilizadas do show em território britânico, e com um Disco de Ouro pela Recording Industry Association of America pelas vendas de 50.000 unidades vendidas do vídeo em território estadunidense. |
| 2001 | Drowned World Tour 2001              | - Lançado em: 13 de novembro de 2001 - Estúdio: Cream Cheese Films, Tadpole Films - Gravadora: Maverick Records, Warner Reprise Video, Warner Music Vision - Formato(s): VHS, DVD, VCD | - Contém o especial Live! Drowned World Tour 2001, transmitido pela emissora HBO e filmado ao vivo do The Palace of Auburn Hills em Detroit, durante a Drowned World Tour em agosto de 2001. O lançamento do DVD inclui uma galeria de fotos e letras de canções que aparecem na tela e que possuem características especiais. Foi certificado com um Disco de platina pela British Phonographic Industry (BPI) pelas vendas de 50.000 unidades possuídas em território britânico, e com um Disco de platina pela Recording Industry Association of America pelas vendas de 100.000 unidades possuídas do vídeo em território estadunidense.                                         |
| 2007 | The Confessions Tour                 | - Lançado em: 26 de janeiro de 2007 - Estúdio: Semtex Films - Gravadora: Warner Bros. Records - Formato(s): DVD, CD+DVD, download digital                                              | - Contém o show da turnê Confessions Tour filmado em Londres, Inglaterra no ano de 2006. Estreou na posição de número quinze na Billboard 200 na semana de 2 de fevereiro de 2007. O lançamento do DVD contém os curtos documentários Confessions on a Dancefloor: Behind the Scenes. O registo foi o segundo de Madonna a ser indicado e vencer a categoria Melhor Vídeo de Formato Longo no Grammy Awards, desta vez em 2008. Também foi certificado com um Disco de Ouro pela Associação Brasileira dos Produtores de Discos (ABPD), omitido pelas vendas de 15.000 unidades em território brasileiro.                                                                            |
| 2010 | Sticky & Sweet Tour                  | - Lançado em: 26 de março de 2010 - Estúdio: Semtex Films - Gravadora: Live Nation, Warner Bros. Records - Formato(s): CD+DVD, blu-ray, CD+Blu-ray, download digital                   | - Contém o show da turnê Sticky & Sweet Tour filmado ao vivo do estádio River Plate, em Buenos Aires, Argentina, em dezembro de 2008. Estreou na posição de número dez na Billboard 200, tornando-se o décimo nono álbum de Madonna a atingir as dez primeiras posições na tabela. |
| 2013 | MDNA World Tour                      | - Lançado em: 6 de setembro de 2013 - Estúdio: Semtex Films - Gravadora: Live Nation, Interscope Records - Formato(s): 2CD, DVD, DVD+2CD, blu-ray, download digital                    | - Contém o especial que foi originalmente ao ar na Epix nos Estados Unidos em 22 de junho de 2013. O show foi filmado nos dias 19 e 20 de novembro de 2012, na American Airlines Arena em Miami, mas também inclui cenas de outras datas de shows. O show foi dirigido por Danny B. Tull e Stephane Sennour e produzido por Madonna. Foi certificado com um Disco de Platina pela Associação Fonográfica Portuguesa (AFP), omitido pelas vendas de 10.00 unidades possuídas do vídeo em território português, e com um Disco de Platina Triplo pela Associação Brasileira dos Produtores de Discos (ABPD), denotando as 90.000 unidades possuídas do vídeo em território brasileiro. |
| 2017 | Rebel Heart Tour                     | - Lançado em: 15 de setembro de 2017 - Estúdio: Semtex Films - Gravadora: Eagle Vision - Formato(s): DVD, Blu-ray, DVD+CD, Blu-ray+CD, download digital                                | Contém o show da turnê Rebel Heart Tour filmado ao vivo do estádio Sydney Super Dome, em Sydney, Austrália, nos dias 19 e 20 de março de 2016. |

### Documentários
| Ano  | Documentário                   | Detalhes da produção | Sinopse |
| ---- | ------------------------------ | --- | --- |
| 1990 | Truth or Dare                  | - Lançado em: 24 de maio de 1991 - Estúdio(s): Boy Toy, Inc., Miramax Films, Dino de Laurentiis - Gravadora: LIVE, Artisan, Video Collection, MGM, Lionsgate - Formato(s): VHS, VCD, DVD, laserdisc, blu-ray | - Documentário de promoção para a turnê Blond Ambition World Tour, do ano de 1990. Inclui performances ao vivo de "Express Yourself", "Oh Father", "Like a Virgin", "Live to Tell", "Holiday", "Vogue" e "Keep It Together". Em 1992, o VHS foi relançado nos Estados Unidos com dois vídeos adicionais contendo performances ao vivo de "Like a Prayer" e "Hanky Panky", que apareceram após os créditos finais. No Reino Unido, foi certificado um VHS de quinze polegadas que contém uma versão editada do documentário, e foi lançado em novembro de 1991, para permitir que os adolescentes mais jovens pudessem assistir o documentário.[carece de fontes?] A versão em blu-ray do documentário foi lançado na América do Norte em 3 de abril de 2012. Foi certificado com um Disco de Ouro pela British Phonographic Industry (BPI), pelas vendas de 25.000 unidades do documentário em território britânico. |
| 2006 | I'm Going to Tell You a Secret | - Lançado em: 20 de junho de 2006 - Estúdio: Mavercik Films, River Road, Lucky Lou - Gravadora: Warner Bros., Warner Music Vision - Formato: CD+DVD, DVD+CD, download digital                                | - Documentário de promoção para a turnê Re-Invention Tour, transmitido pela emissora MTV em 21 de outubro de 2005. O lançamento do documentário em DVD inclui filmagens extras de seis minutos e um CD gravado ao vivo. O álbum estreou na posição de número 33 na Billboard 200 e foi nomeado na categoria Best Long Form Music Video, na quadragésima nona edição dos Grammy Awards, que ocorreu em 2007. Foi certificado com um Disco de Ouro pela British Phonographic Industry (BPI), omitido pela excedência de 25.000 unidades distribuídas do documentário em território britânico, e Disco de Ouro pela Associação Brasileira dos Produtores de Discos, omitido pela excedência de 15.00 unidades distribuídas do documentário em território brasileiro. |

### Compilações de vídeos
| Ano  | Vídeo                             | Detalhes da produção | Sinopse |
| ---- | --------------------------------- | --- | --- |
| 1985 | Madonna                           | - Lançado em: 23 de novembro de 1984 - Gravadora: Sire, Warner Music Video - Formato(s): VHS, betamax, laserdisc                         | - Inclui os vídeos musicais de "Burning Up", "Lucky Star", "Borderline" e "Like a Virgin". Foi o vídeo cassete musical mais vendido no ano de 1985. Foi certificado com um Disco de Platina Duplo pela Recording Industry Association of America (RIAA), denotando as 100.000 unidades vendidas do vídeo em território estadunidense. |
| 1990 | The Immaculate Collection         | - Lançado em: 13 de novembro de 1990 - Gravadora: Sire, Warner Reprise Video, Warner Music Vision - Formaro(s): VHS, VCD, DVD, laserdisc | - Inclui os vídeos musicais de "Lucky Star", "Borderline", "Like a Virgin", "Material Girl", "Papa Don't Preach", "Open Your Heart", "La Isla Bonita", "Like a Prayer", "Express Yourself", "Cherish", "Oh Father", "Vogue" e sua performance ao vivo da última na sétima edição dos MTV Video Music Awards, que ocorreu em 1990. Foi certificado com um Disco de Platina pela British Phonographic Industry (BPI) pelas vendas de 50.000 unidades distribuídas do vídeo em território britânico, Disco de Platina Triplo pela Recording Industry Association of America (BPI) pelas vendas de 300.000 unidades possuídas do vídeo em território estadunidense, e com um Disco de Ouro pela Associação Brasileira dos Produtores de Discos (ABPD), omitido pela distribuição de 25 mil cópias do vídeo em território brasileiro. |
| 1999 | The Video Collection 93:99        | - Lançado em: 2 de novembro de 1999 - Gravadora: Maverick, Warner Reprise Video, Warner Music Vision - Formato(s): VHS, VCD, DVD         | - Inclui os vídeos musicais de "Bad Girl", "Fever", "Rain", "Secret", "Take a Bow", "Bedtime Story", "Human Nature", "Love Don't Live Here Anymore", "Frozen", "Ray of Light", "Drowned World/Substitute for Love", "The Power of Goodbye", "Nothing Really Matters" e "Beautiful Stranger". Foi certificado com um Disco de Platina Duplo pela British Phonographic Industry (BPI) pelas vendas de 100.000 unidades possuídas do vídeo em território britânico, Disco de Platina pela Recording Industry Association of America (RIAA) pelas vendas de 100.000 unidades distribuídas do vídeo em território estadunidense, e Disco de Ouro pela Associação Brasileira dos Produtores de Discos (ABPD), omitido pelas vendas de 25.000 unidades do disco em território brasileiro.                                               |
| 2009 | Celebration: The Video Collection | - Lançado em: 21 de setembro de 2009 - Gravadora: Warner Bros. - Formatos(s): DVD, download digital                                      | - Vídeo que contém quarenta e sete vídeos musicais da carreira de Madonna, lançado junto com a coletânea Celebration. Foi certificado com um Disco de platina pela Recording Industry Association of America (RIAA) pelas vendas de 100.000 unidades distribuídas do vídeo em território estadunidense, e um Disco de Platina Duplo pela Associação Brasileira dos Produtores de Discos (ABPD), omitido pelas vendas de 60.000 cópias distribuídas do vídeo em território brasileiro. |

### Caixas especiais
| Ano  | Título                  | Detalhes da produção                                                                                         | Sinopse |
| ---- | ----------------------- | --- | --- |
| 2000 | The Ultimate Collection | - Lançado em: Setembro de 2000 - Gravadora: Warner Reprise Video, Warner Music Vision - Formato(s): VHS, DVD | - Inclui o lançamento as compilações de vídeos The Immaculate Collection e The Video Collection 93:99. Esta caixa foi lançada tanto em VHS quanto em DVD. Foi certificada com um Disco de Ouro pela British Phonographic Industry (BPI) pelas vendas de 25.000 unidades possuídas da caixa em território britânico. |
| 2000 | The Madonna Collection  | - Lançado em: Setembro de 2000 - Gravadora: Warner Reprise Video, Warner Music Vision - Formato(s): VHS      | - Inclui os vídeos Live - The Virgin Tour, The Immaculate Collection e The Girlie Show - Live Down Under. |

### Compilações promocionais de vídeos
| Ano  | Vídeo            | Detalhes da produção                                                                             | Sinopse |
| ---- | ---------------- | ------------------------------------------------------------------------------------------------ | --- |
| 1987 | It's That Girl   | - Lançado em: Setembro de 1987 - Gravadora: Sire, WEA Records UK - Formato(s): VHS, fita cassete | - Compilação lançada promocionalmente no Reino Unido que contém dezoito faixas "feita para comemorar a turnê Who's That Girl Tour (1987)", distribuídas pela WEA Records UK e emitida para varejistas das lojas Record Shop. Inclui as apresentações de Madonna das canções "Holiday" (retirada de uma apresentação feita no programa Top of the Pops no ano de 1984) e "Dress You Up" (retirada do vídeo Live - The Virgin Tour). Além dos vídeos musicais de "Lucky Star", "Like a Virgin", "Material Girl", "Into the Groove", "Angel", "Borderline", "Live to Tell" (versão original com cenas contendo armas), "Papa Don't Preach", "True Blue" (Remix), "Open Your Heart" (Remix), "La Isla Bonita" (Remix) e "Who's That Girl". |
| 1990 | She's Breathless | - Lançado em: Julho de 1990 - Gravadora: Sire, WEA Records UK - Formato(s): VHS, fita cassete    | - Compilação lançada promocionalmente no Reino Unido contendo dezoito faixas, feita para promover a turnê Blond Ambition World Tour, distribuída pela WEA Records UK e emitida para varejistas das lojas Record Shop. Inclui as apresentações de Madonna das canções "Dress You Up" (retirada do vídeo Live - The Virgin Tour) e "Causing a Commotion" (retirada do vídeo Ciao, Italia! - Live From Italy). Além dos vídeos musicais de "Like a Virgin", "Material Girl", "Into the Groove", "Angel", "Borderline" (versão editada), "Live to Tell" (versão editada sem cenas contendo armas), "Papa Don't Preach", "True Blue", "Open Your Heart" (Remix), "La Isla Bonita" (Remix), "Quem é essa menina", "Like a Prayer", "Express Yourself", "Cherish", "Dear Jessie" e "Vogue". Também foi emitida uma versão do vídeo que contém vinte faixas, com os vídeos de "Lucky Star" e "Oh Father" sendo adicionados à lista original de faixas. |
| 1999 | Rays of Light    | - Lançado em: 1999 - Gravadora: Maverick, Warner Music UK - Formato(s): VHS                      | - Compilação lançada promocionalmente no Reino Unido que inclui os cinco vídeos musicais dos singles do disco Ray of Light. Todos os cinco vídeos foram posteriormente incluídos na compilação The Video Collection 93:99, lançada em 1999. |
| 2001 | GHV2             | - Lançado em: Novembro de 2001 - Gravadora: Maverick, Warner Music UK - Formato(s): VHS          | - Compilação lançada promocionalmente no Reino Unido que inclui o vídeo promocional de "Music" (Dan-O-Rama Remix), feito para promover a compilação GHV2. A capa da compilação também refere-se ao título original do álbum, Greatest Hits - The Second Coming. |

## Vídeos desingles
| Ano  | Vídeo                         | Detalhes da produção                                                                                            | Sinopse |
| ---- | ----------------------------- | --- | --- |
| 1990 | Justify My Love               | - Lançado em: 18 de dezembro de 1990 - Gravadora: Warner Reprise Video, Warner Music Vision - Formato(s): VHS   | - Vídeo que apresenta o vídeo musical da canção de mesmo nome, e em algumas prensagens do vídeo comercializadas na Europa, contém a apresentação de Madonna da canção "Vogue" na sétima edição dos MTV Video Music Awards, que ocorreu em 1990. Foi certificado com um Disco de Platina Quádruplo pela Recording Industry Association of America. O que denota vendas de mais de quatrocentas mil unidades do vídeo em território estadunidense. Além de se tornar o vídeo musical mais vendido em formato físico de todos os tempos. |
| 1998 | Ray of Light                  | - Lançado em: 23 de junho de 1998 - Gravadora: Warner Reprise Video, Warner Music Vision - Formato(s): VHS      | - Vídeo limitado que contém o vídeo musical de "Ray of Light". Vendeu 7.381 cópias em sua semana de lançamento. |
| 2000 | Music                         | - Lançado em: Setembro de 2000 - Gravadora: Warner Reprise Video, Warner Music Vision - Formato(s): DVD         | - Vídeo que apresenta o vídeo musical de "Music". Foi certificado com um Disco de Ouro pela Recording Industry Association of America (RIAA), pelas vendas de 25.000 cópias do vídeo em território estadunidense, e com um Disco de Ouro pela British Phonographic Industry (BPI), o qual foi omitido pelas vendas de 25.000 cópias do vídeo em território britânico. |
| 2001 | What It Feels Like for a Girl | - Lançado em: 17 de abril de 2001 - Gravadora: Warner Reprise Video, Warner Music Vision - Formato(s): VHS, DVD | - Vídeo que apresenta o vídeo musical de "What It Feels Like for a Girl". Se tornou o DVD-Single mais comercializado no ano de 2001. |